# Рейксмюсеум
Ре́йксмюсеум (также Рейксмузеум; нидерл. Rijksmuseum, МФА: [ˈrɛi̯ksmyˌzeːjʏm]; дословно: Государственный музей) — художественный музей в Амстердаме (Нидерланды). Входит в первую двадцатку самых посещаемых художественных музеев мира.

## История
Музей был основан в Гааге в 1800 году братом Наполеона I, королём Голландии Луи Бонапартом. В 1808 году он был переведён в Амстердам и сначала располагался в Королевском дворце, а затем в особняке Триппенхюс и других зданиях. Новое здание было построено в 1877—1885 годах архитектором Питером Кёйперсом, победившим в конкурсе. Музей был открыт для публичного посещения в 1885 году.
В 1890 году к Рейксмюсеуму был добавлен ещё один корпус к юго-западу от основного здания. Он был построен из фрагментов снесённых исторических домов и давал представление об истории голландской архитектуры (ныне крыло Филиппа).
Главное место в экспозиции отведено «Ночному дозору» Рембрандта (картина принадлежит городу Амстердаму, в музее находится на временном хранении). В 1906 году был перестроен зал специально для её размещения.
Между 1920-ми и 1950-ми в интерьере произошли изменения — были закрашены стены большинства разноцветно декорированных залов. В 1960-х экспозиционные залы и несколько этажей были встроены в два внутренних двора. В 1984, 1995, 1996 и 2000 годах здание музея подвергалось реставрации и мелкому ремонту.
В 2003—2013 годах музей находился на реконструкции. Реализация проекта испанских архитекторов Антонио Круза и Антонио Ортиса обошлась почти в полмиллиарда евро. Экспозиция была закрыта на 10 лет, в течение которых картины из коллекции экспонировались на других площадках. Музей был вновь открыт 13 апреля 2013 года.
В 2017 году музей принял своего 10-миллионного посетителя. Им оказался голландский учитель, которому в честь такого события сервировали ужин в зале «Ночного дозора» и предоставили кровать для сна напротив шедевра.

## Экспозиция
Основу художественной коллекции составляют многочисленные работы голландских мастеров XV—XIX веков, в частности представлены известные мастера «Золотого» XVII века, в первую очередь: Рембрандт, Ян Лёйкен, Ян Вермеер и Франс Халс, а также Питер де Хох, Ян Стен, Якоб ван Рёйсдал, Бартоломеус ван дер Хелст, Ян ван Скорел и другие.
В художественную коллекцию кроме картин входят скульптуры и декоративное искусство, искусство стран Азии, а также историческая коллекция (археологические артефакты, картины, скульптуры, одежда) и собрание рисунков, гравюр и фотографий.
В 2019 году в музее была представлена экспозиция работ Рембрандта под названием «All the Rembrandts».

## Галерея

Шедевры собрания
Рембрандт. «Ночной дозор», 1642 год
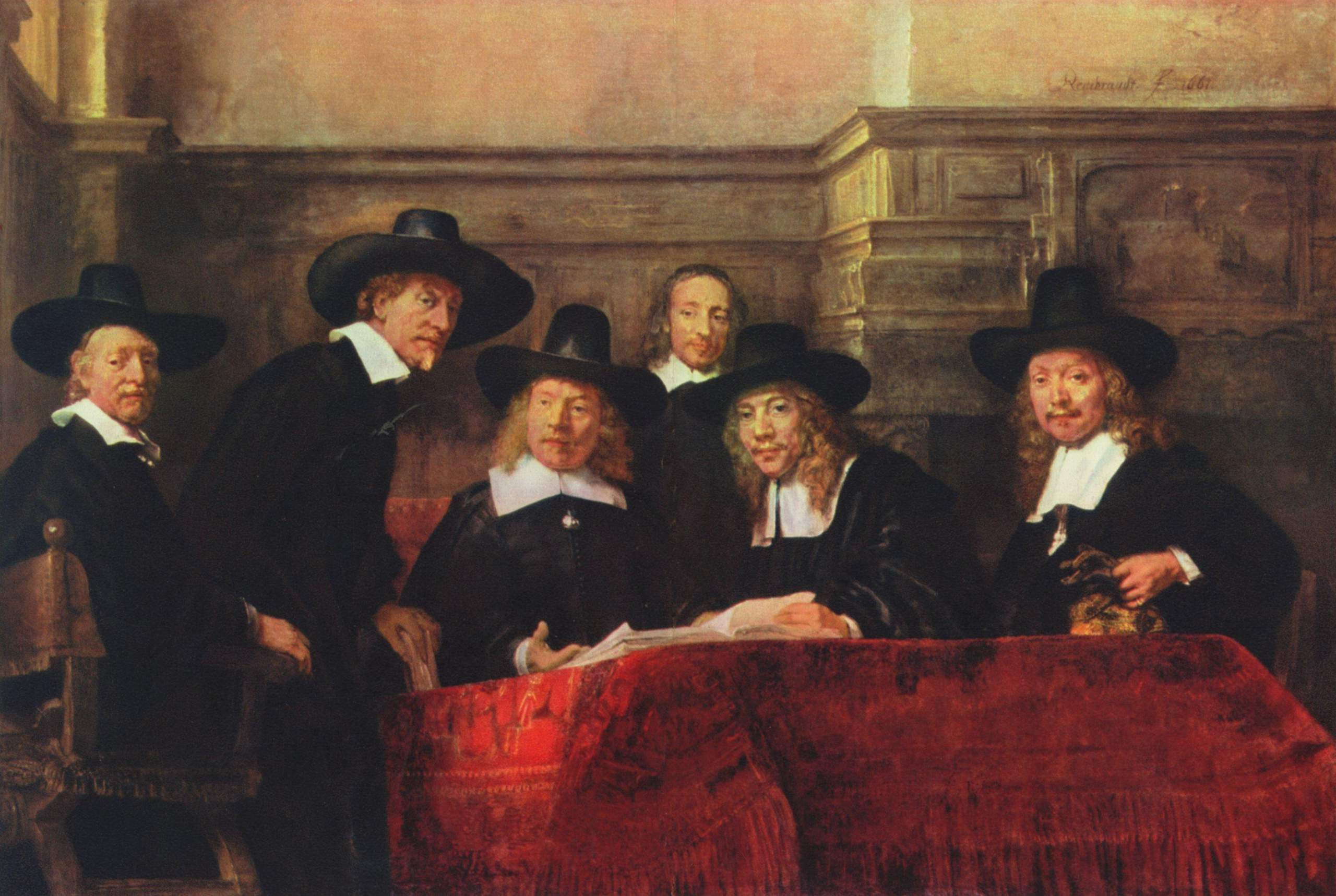
Рембрандт. «Синдики», 1662 год
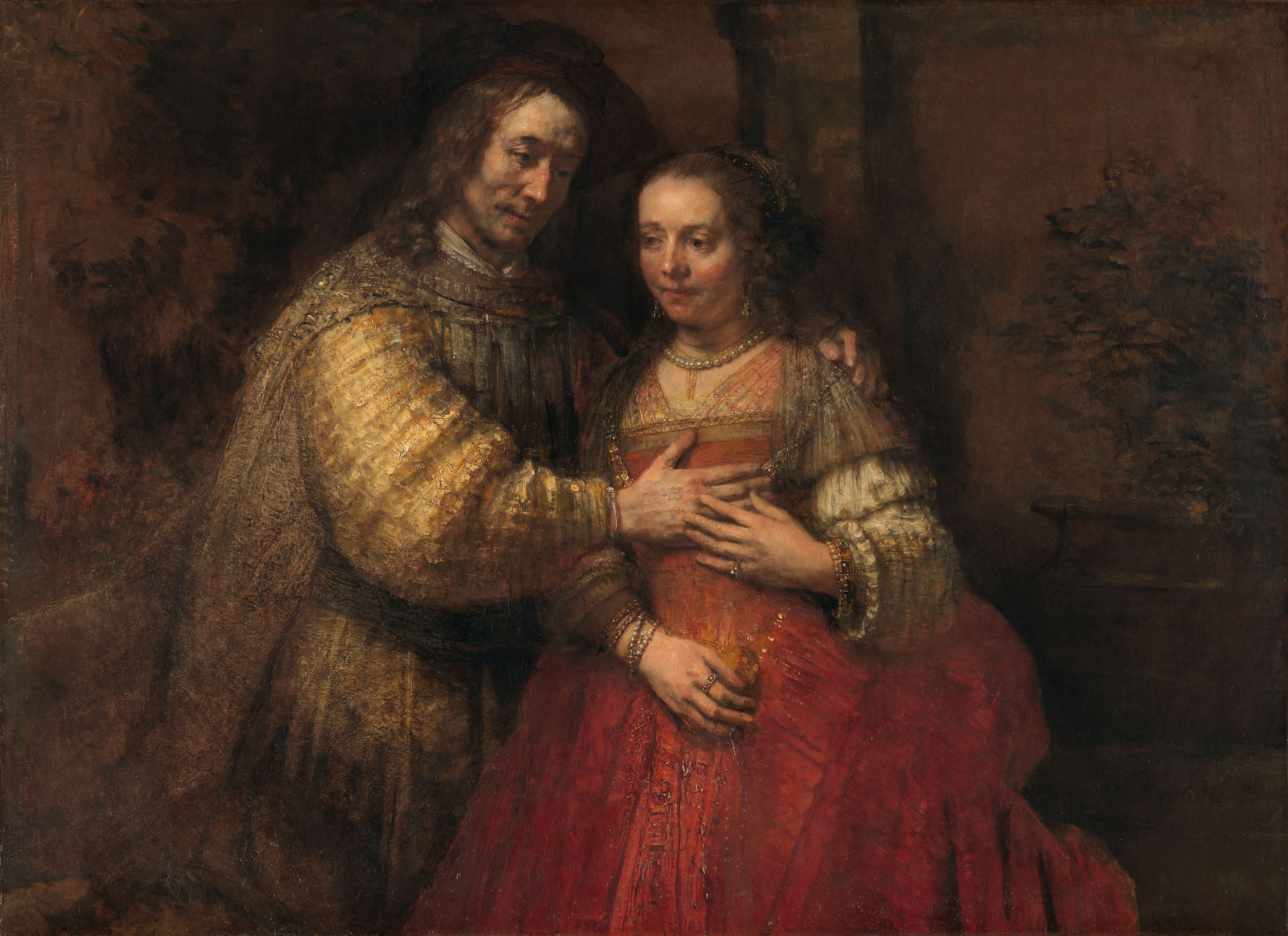
Рембрандт. «Еврейская невеста», ок. 1665—1669 гг.
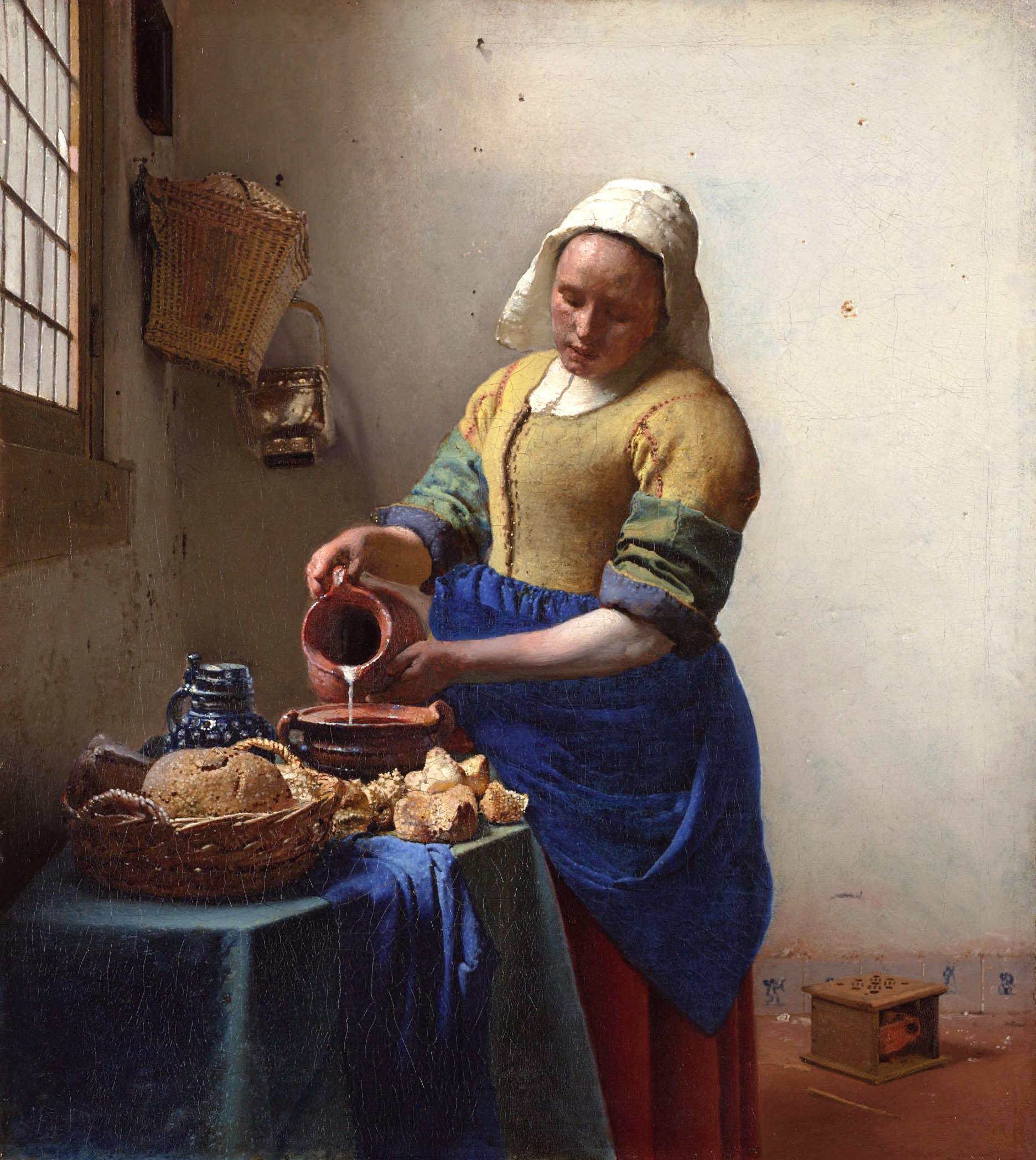
Вермеер. «Молочница», ок. 1660 года
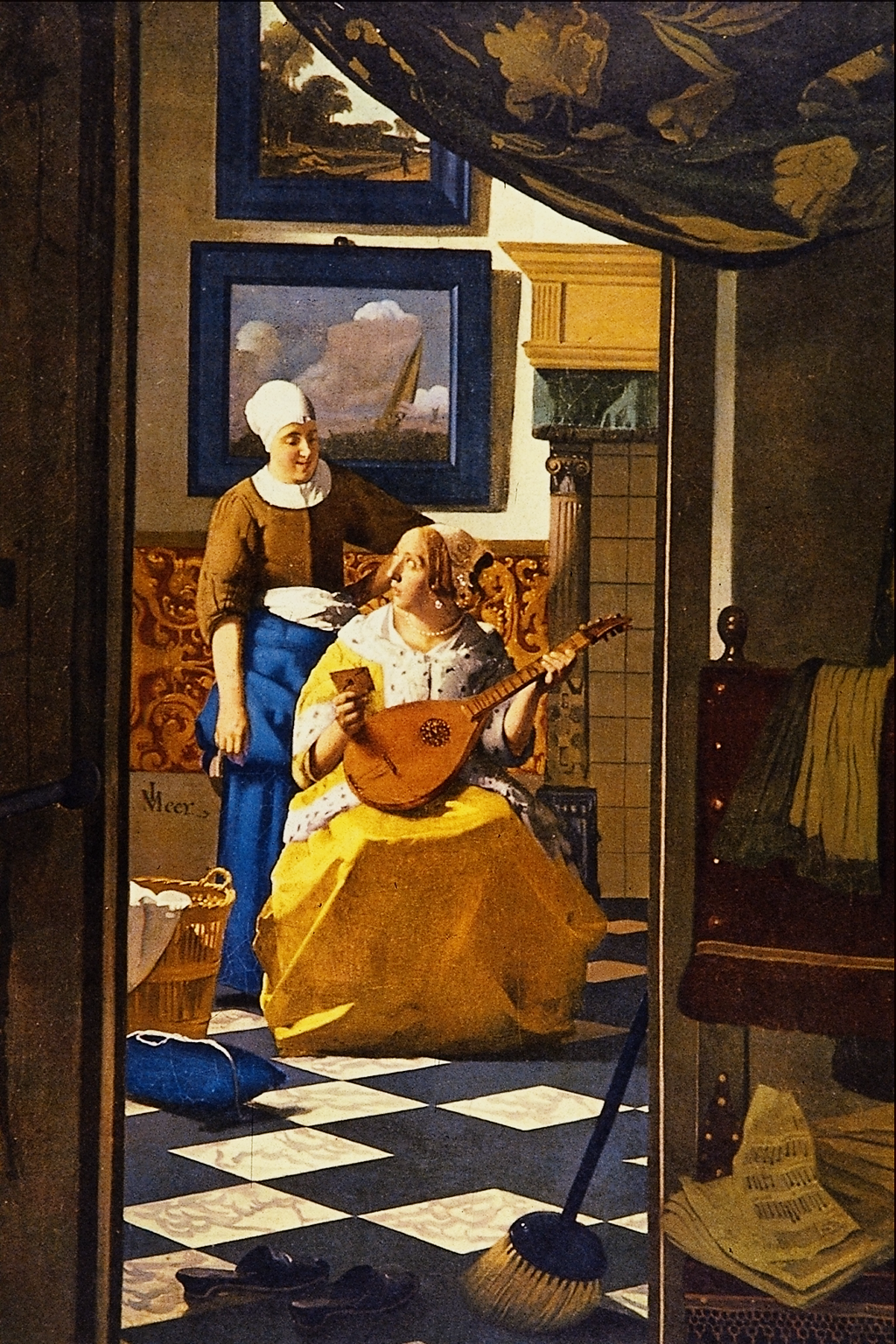
Вермеер. «Любовное письмо», ок. 1669—1670 гг.
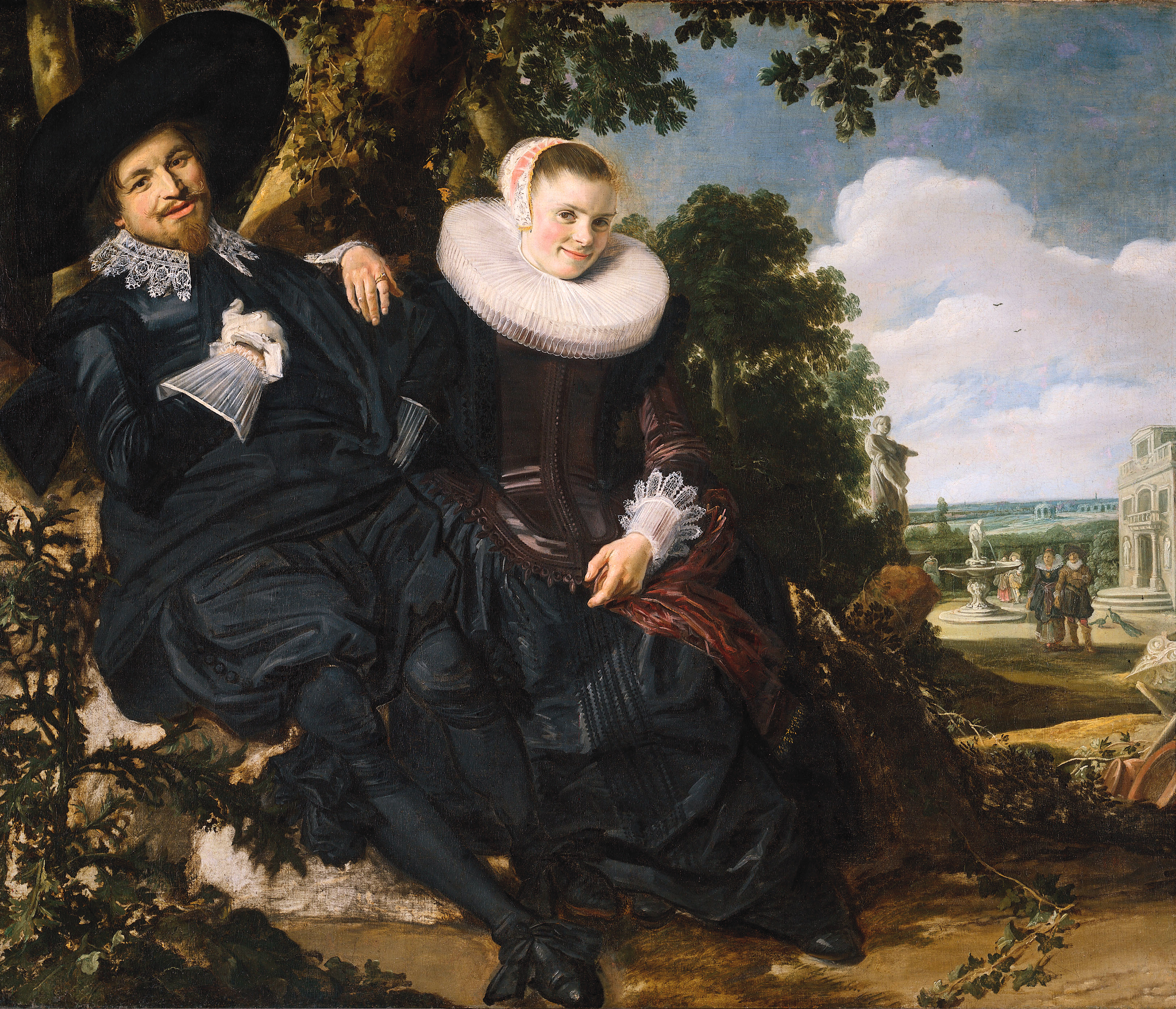
Франс Хальс. «Семейный портрет Исаака Массы и его жены», 1622 год
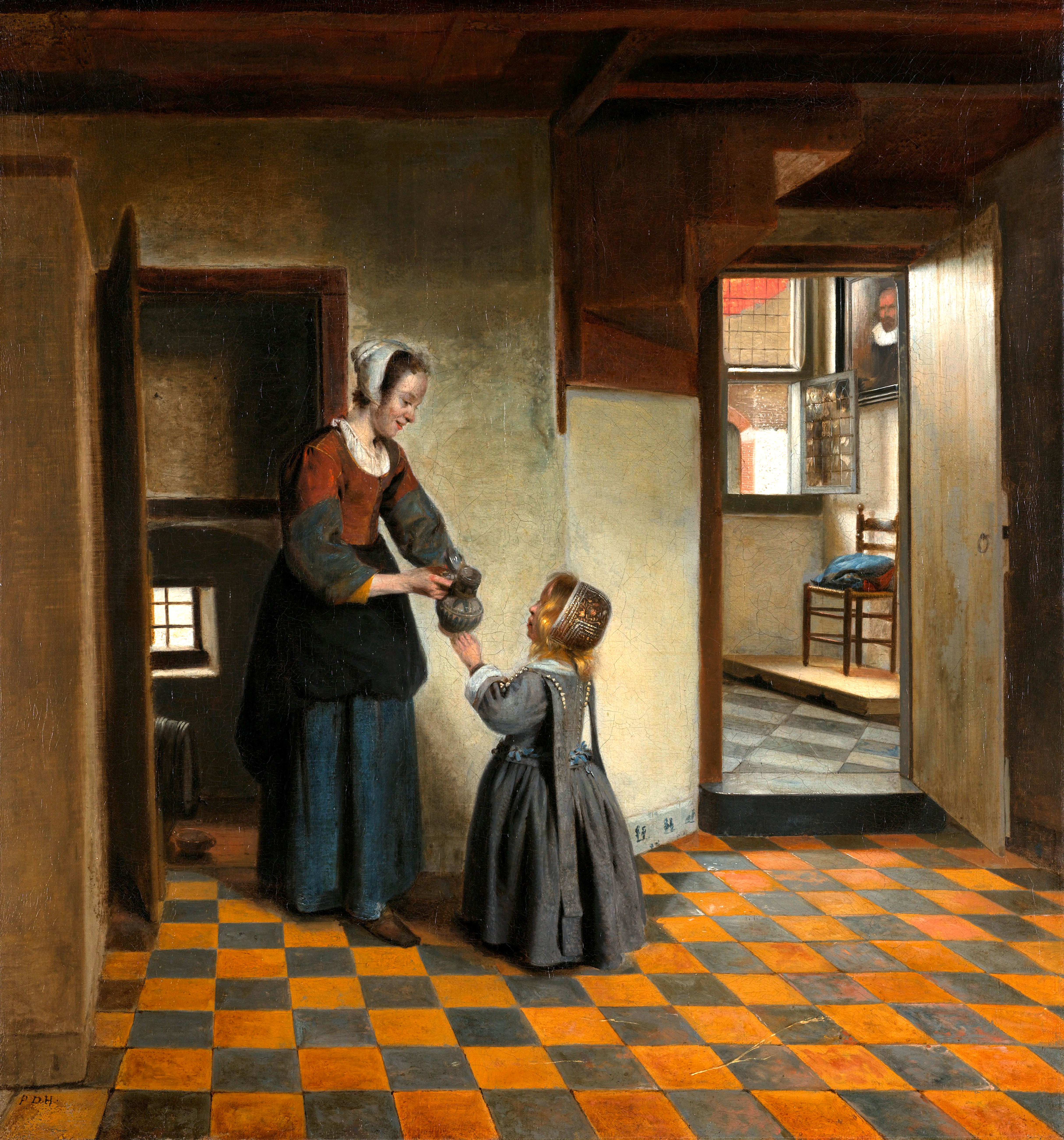
Питер де Хох. «Женщина с ребёнком в кладовой[англ.]», ок. 1658 года
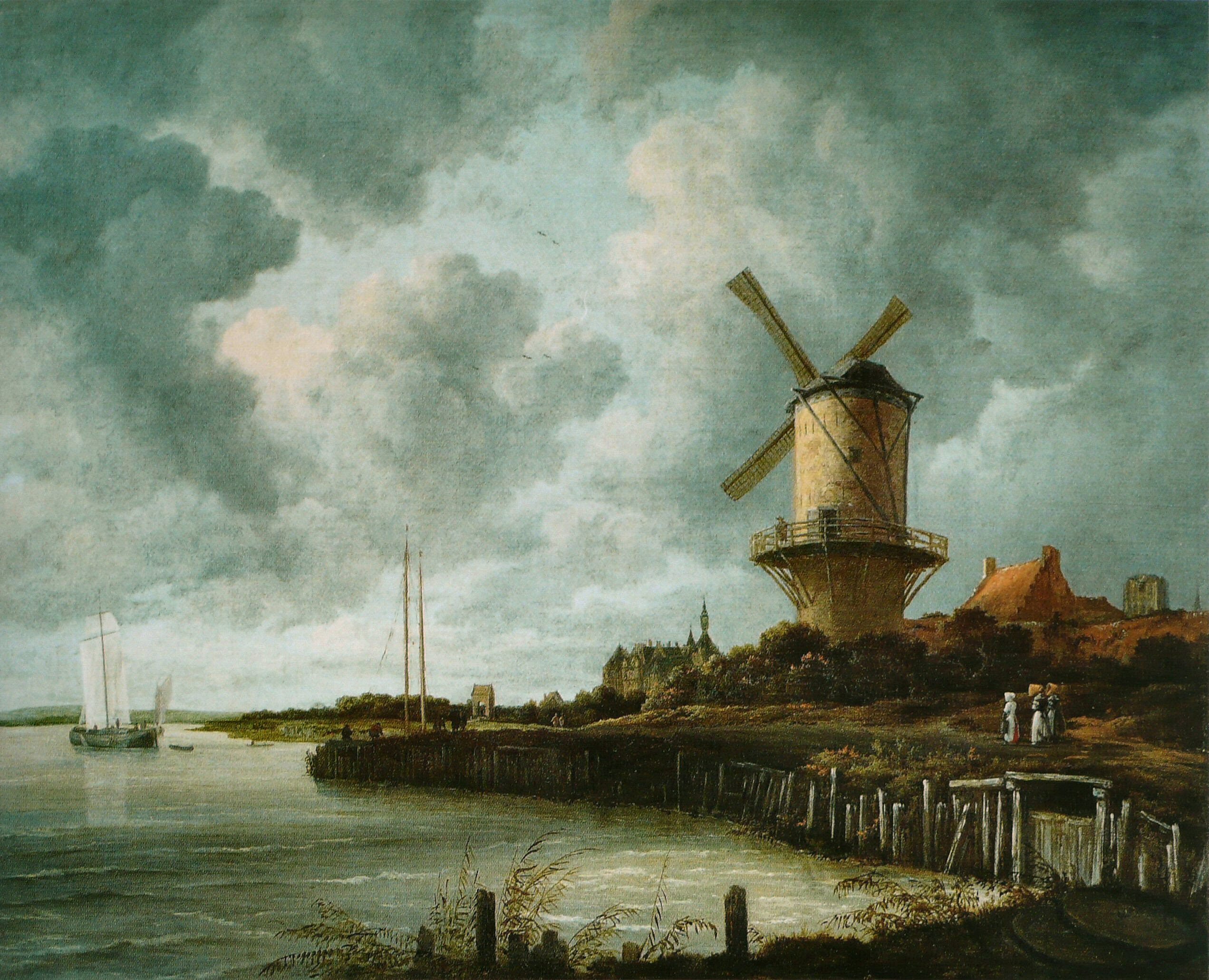
Рёйсдал. «Мельница в Вейк-бей-Дюрстеде», ок. 1668—1670 гг.
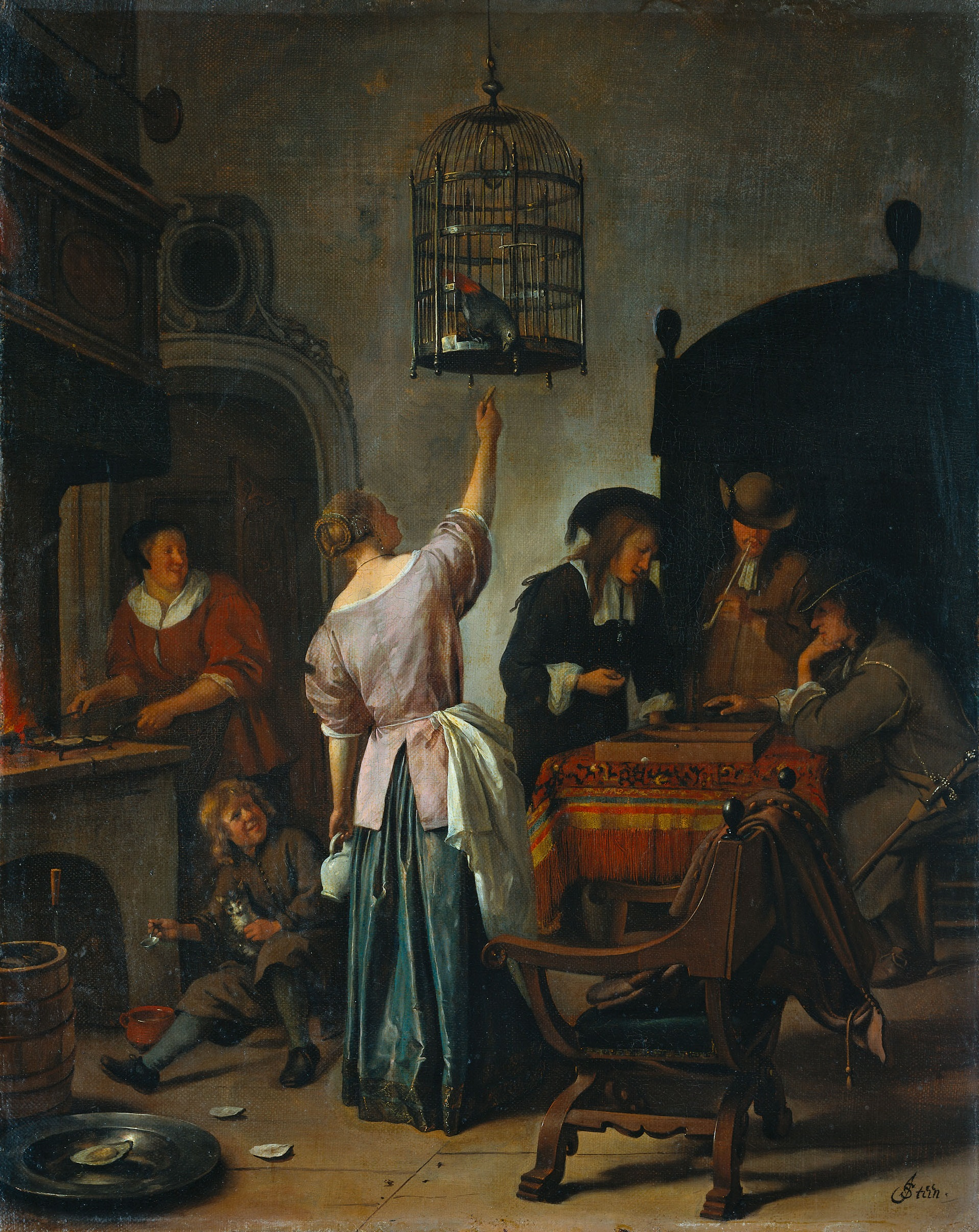
Ян Стен. «Клетка с попугаем», ок. 1665 года